# Federico Macheda
Federico Macheda, né le 22 août 1991 à Rome, est un footballeur italien qui évolue au poste d'attaquant au MKE Ankaragücü.

## Biographie

### Jeunesse
Né à Rome de parents d'origine calabraise, il vit avec sa famille à Torre Santa Susanna, commune italienne de la province de Brindisi dans la région des Pouilles, avant de déménager avec ses parents dans la capitale italienne à 11 ans pour l'opportunité footballistique que lui offre la Lazio Rome. Il joue d'abord dans le secteur juvénile des Biancocelesti avant d'être recruté en 2007 par le club anglais de Manchester United.

### Manchester United
Arrivé à Manchester, il y poursuit ses études et joue avec l'équipe des moins de 18 ans des Red Devils. Il signe son premier contrat professionnel en août 2008 et continue la saison avec les moins de 18 ans, tout en jouant quelques bouts de matches avec la réserve.
Le 5 avril 2009, il fait sa première apparition avec l'équipe première contre Aston Villa. L'italien, alors âgé de 17 ans, marque le but de la victoire dans les arrêts de jeu et permet à son équipe de l'emporter 3-2. Ce but lui vaut une reconnaissance au sein des supporters du club et aussi de son entraîneur qui le convoque pour le quart de finale aller de la Ligue des champions face au FC Porto mais il ne foule pas la pelouse d'Old Trafford ce soir-là. Le 11 avril 2009, il fait sa seconde apparition face à Sunderland. Entré en jeu à la 75e minute, il lui faut moins d'une minute pour marquer le but de la victoire, qui permet aux mancuniens de l'emporter sur le score de 2-1. Macheda joue quelques jours plus tard son premier match en tant que titulaire en coupe d'Angleterre le 19 avril 2009 face à Everton. Il dispute son premier match de championnat en tant que titulaire lors d'une victoire sur le score de 2-0 face à Middlesbrough le 2 mai suivant ; il est impliqué sur le but inscrit par Park Ji-Sung, mais ne parvient pas à trouver le chemin des filets et il est remplacé dix minutes après le début de la seconde mi-temps.
La saison suivante, il reste intégré à l’équipe première et dispute son premier match de Ligue des champions face au CSKA Moscou, qui voit les Red Devils être tenus en échec 3 partout le 3 novembre 2009. Peu après, il prolonge son contrat avec le club mancunien jusqu'en 2014.
Federico Macheda ne trouve pas beaucoup de temps de jeu durant la saison 2010-2011, mais lorsqu'Alex Ferguson le fait entrer en jeu le 13 novembre 2010 contre Aston Villa à la 74e minute de jeu, Manchester est alors mené 2-0, il parvient à réduire le score d’une puissante volée. Manchester United égalise quatre minutes plus tard grâce à Nemanja Vidić.

### Prêt à la Sampdoria
En octobre 2010, alors que la Sampdoria se sépare de son attaquant Antonio Cassano, les Génois sont à la recherche d’un attaquant. En manque de temps de jeu à Manchester United, Macheda se voit proposer un prêt pour la seconde partie de la saison 2010-2011 sous les couleurs des Blucerchiati et attend le marché des transferts hivernal pour plier les bagages vers son pays natal jusqu'en juin 2011.
Il dispute son premier match pour la Sampdoria le 9 janvier 2011 face à la Roma, son équipe remporte la partie sur le score de 2-1. Le 19 janvier suivant, Macheda inscrit son premier et unique but avec les Blucerchiati, durant sa première titularisation avec le club, en ouvrant la marque lors du match de Coupe d'Italie contre l'Udinese. La Sampdoria s'impose finalement 5-4 lors de la séance de tirs au but, après que le match se soit soldé sur le score de 2-2 à l'issue des prolongations.

### Prêt aux Queens Park Rangers
Le 2 janvier 2012, Federico Macheda est prêté aux Queens Park Rangers jusqu'à la fin de la saison dans le but de gagner du temps de jeu. Le même jour, il fait sa première apparition sous le maillot de QPR en entrant en fin de rencontre lors du match comptant pour la 20e journée de Premier League face à Norwich City, qui voit son équipe s'incliner à dommicile 1-2.
Après six apparitions sous le maillot du club londonien, Macheda se blesse à une cheville et est forcé de retourner se faire soigner à Manchester fin mars.

### VfB Stuttgart
Le 24 janvier 2013, il est prêté pour six mois avec option d'achat au VfB Stuttgart. Il fait sa première apparition pour le club le 2 février suivant, lors de la rencontre de championnat face au Fortuna Düsseldorf, mais il ne peut empêcher la défaite 3-1 du VfB Stuttgart. Durant son prêt au club allemand, il disputte un total de 18 match mais ne parvient à inscrire aucun but.

### Doncaster Rovers
Entre septembre 2013 et décembre 2013, l'Italien est prêté aux Doncaster Rovers, club évoluant en deuxième division anglaise. Il fait ses débuts pour sa nouvelle équipe le lendemain de l'annonce de son prêt, le 17 septembre, en entrant au jeu à la 56e minute en remplacement de David Cotterill, lors de la défaite de sa formation 2-1 face à Watford FC. Quelques jours plus tard, le 21 septembre suivant, il inscrit ses premiers buts sous ses nouvelles couleurs, lors du match nul 2-2 face à Nottingham Forest.
Une semaine plus tard, le 28 septembre suivant, il permet à Doncaster Rovers de remporter le derby en déplacement sur la pelouse du Sheffield Wednesday, sur le score de 0-1 en inscrivant l'unique réalisation de la partie.
Après de bons débuts, Macheda se blesse à une cheville et retourne se soigner à Manchester.
Après s'être remis de sa blessure, Macheda retourne à Doncaster pour un autre prêt, jusqu'à la fin du mois de décembre.

### Birmingham City
Le 31 janvier 2014, Macheda est prêté jusqu'à la fin de la saison à Birmingham City. Pour son premier match, il marque un but qui permet à son équipe d'arracher le nul 3-3 le lendemain, face à Derby County quelques minutes après son entrée en jeu. La semaine suivante, le 8 février, il est titulaire à Charlton et inscrit un doublé, ce qui permet à son équipe de s'imposer sur le score de 0-2. Après ce match, Lee Clark, le manager de Birmingham se félicite « d'avoir un vrai numéro neuf »[réf. nécessaire].
Le 12 mars 2014, lors de la réception de Burnley, Macheda remplace Olly Lee à la 60e minute de jeu, alors que Birmingham est mené 1-0. Il égalise quatre minutes plus tard, et parvient à inscrire un second but à la 94e minute, ce qui permet à son équipe d'obtenir le match nul 3-3, bien que les adversaires aient affirmé qu'il s'était aidé de son bras pour contrôler le ballon.

### Cardiff City
Laissé libre par Manchester United, il rejoint au mercato estival 2014 Cardiff City, alors relégué en Championship.
Il fait ses débuts pour sa nouvelle équipe lors du match de deuxième tour de League Cup en déplacement à Port Vale le 26 août 2014. Au cours de ce match, il s'illustre en inscrivant ses deux premiers buts pour le club, qui permettent dans le même temps à Cardiff City de se qualifier pour le troisième tour de la compétition après avoir remporté la rencontre sur le score de  3-2.
Le 15 mars 2016, il est prêté à Nottingham Forest. Il ne joue que trois matchs jusqu'à la fin de la saison avec Forest avant d'être libéré par Cardiff lors de l'été 2016.

### Novare Calcio
Macheda passe plusieurs mois sans club avant de s'engager avec le Novare Calcio, club évoluant en Serie B, en décembre 2016.

### Panathinaïkos
Libre de tout contrat cet été depuis son départ de Novare, Federico Macheda trouve un nouveau challenge en s'engageant pour trois saisons avec le Panathinaïkos.

### En équipe nationale
En 2009, Macheda intègre l'équipe d'Italie espoirs sous le commandement de Pierluigi Casiraghi qui l'inscrit dans la pré-liste de 40 joueurs sélectionnables pour l'Euro espoirs 2009 mais Macheda ne fait finalement pas partie des 23 joueurs qui s'envolent en Suède.
Il joue son premier match avec les espoirs le 12 août 2009 lors d'un match amical face à la Russie à Saint-Pétersbourg (défaite de l'Italie 3-2). Le 17 novembre 2010, il inscrit ses premiers buts en réalisant un doublé contre la Turquie à Fermo (victoire 3-1 de l'Italie).

## Statistiques
| Saison                | Club                       | Championnat           | Championnat | Championnat | Coupe nationale | Coupe nationale | Coupe de la Ligue | Coupe de la Ligue | Compétition(s) continentale(s) | Compétition(s) continentale(s) | Compétition(s) continentale(s) | Total | Total |
| Saison                | Club                       | Division              | M.          | B.          | M.              | B.              | M.                | B.                | Comp.                          | M.                             | B.                             | M.    | B.    |
| 2008-2009             | Manchester United          | Premier League        | 4           | 2           | 1               | 0               | -                 | -                 | -                              | -                              | -                              | 5     | 2     |
| 2009-2010             | Manchester United          | Premier League        | 5           | 1           | -               | -               | 3                 | 0                 | C1                             | 2                              | 0                              | 10    | 1     |
| 2010-2011             | Manchester United          | Premier League        | 7           | 1           | -               | -               | 3                 | 0                 | C1                             | 2                              | 0                              | 12    | 1     |
| 2010-2011             | Sampdoria (prêt)           | Serie A               | 14          | 0           | 2               | 1               | -                 | -                 | -                              | -                              | -                              | 16    | 1     |
| 2011-2012             | Manchester United          | Premier League        | 3           | 0           | -               | -               | 2                 | 1                 | C1                             | 1                              | 0                              | 6     | 1     |
| 2011-2012             | Queens Park Rangers (prêt) | Premier League        | 3           | 0           | 3               | 0               | -                 | -                 | -                              | -                              | -                              | 6     | 0     |
| 2012-2013             | Manchester United          | Premier League        | -           | -           | -               | -               | 1                 | 0                 | C1                             | 2                              | 0                              | 3     | 0     |
| 2012-2013             | VfB Stuttgart (prêt)       | Bundesliga            | 14          | 0           | 1               | 0               | -                 | -                 | C3                             | 3                              | 0                              | 18    | 0     |
| 2013-2014             | Doncaster Rovers (prêt)    | Championship          | 15          | 3           | -               | -               | -                 | -                 | -                              | -                              | -                              | 15    | 3     |
| 2013-2014             | Birmingham City (prêt)     | Championship          | 18          | 10          | -               | -               | -                 | -                 | -                              | -                              | -                              | 18    | 10    |
| Sous-total            | Sous-total                 | Sous-total            | 19          | 4           | 1               | 0               | 6                 | 0                 | -                              | 7                              | 0                              | 33    | 4     |
| 2014-2015             | Cardiff City               | Championship          | 21          | 6           | 2               | 0               | 2                 | 2                 | -                              | -                              | -                              | 25    | 8     |
| 2015-2016             | Cardiff City               | Championship          | 6           | 0           | 1               | 0               | 1                 | 0                 | -                              | -                              | -                              | 8     | 0     |
| 2015-2016             | Nottingham Forest (prêt)   | Championship          | 3           | 0           | -               | -               | -                 | -                 | -                              | -                              | -                              | 3     | 0     |
| Sous-total            | Sous-total                 | Sous-total            | 27          | 6           | 3               | 0               | 3                 | 2                 | -                              | -                              | -                              | 33    | 8     |
| 2016-2017             | Novare Calcio              | Serie B               | 21          | 7           | -               | -               | -                 | -                 | -                              | -                              | -                              | 21    | 7     |
| 2017-2018             | Novare Calcio              | Serie B               | 28          | 3           | 1               | 1               | -                 | -                 | -                              | -                              | -                              | 29    | 4     |
| Sous-total            | Sous-total                 | Sous-total            | 49          | 10          | 1               | 1               | -                 | -                 | -                              | -                              | -                              | 50    | 11    |
| 2018-2019             | Panathinaïkos              | Super League          | 26          | 10          | 2               | 1               | -                 | -                 | -                              | -                              | -                              | 28    | 11    |
| 2019-2020             | Panathinaïkos              | Super League          | 33          | 14          | 4               | 1               | -                 | -                 | -                              | -                              | -                              | 37    | 15    |
| 2020-2021             | Panathinaïkos              | Super League          | 23          | 8           | 2               | 1               | -                 | -                 | -                              | -                              | -                              | 25    | 9     |
| Sous-total            | Sous-total                 | Sous-total            | 82          | 32          | 8               | 3               | -                 | -                 | -                              | -                              | -                              | 90    | 35    |
| Total sur la carrière | Total sur la carrière      | Total sur la carrière | 244         | 65          | 19              | 5               | 12                | 3                 | -                              | 10                             | 0                              | 285   | 73    |